# کانو هیده‌یوری

بازدیدکنندگان افرا اثر کانو هیده‌یوری.

کانو هیده‌یوری (به ژاپنی: 狩野秀頼) نقاش اهل ژاپن است. زمان تولد و مرگ او نامعلوم است اما او در میانه سده شانزدهم میلادی، در ابتدای دوره مومویاما (۱۶۰۳-۱۵۷۳) فعالیت داشته است. او در مکتب کانو در کیوتو نقاشی می‌کرد. اطلاعات زیادی از او در دسترس نیست اما احتمالاً پسر یا نوه کانو موتونوبو بوده است. سبک او «اقتباسی سطحی از کیفیت آثار یاموتوئی و دارای روحی کاملاً چینی» توصیف شده است. از این حالت آثار او، چنین برمی‌آید که نقاشی «بازدیدکنندگان افرا»ی او یا پیش‌روتر از سبک اوکی‌یوئه است یا این‌که باید آن را یکی از اولین نمونه‌های این جنبش به‌حساب آورد.